# Bar-sur-Seine

Bar-sur-Seine este o comună în departamentul Aube din nord-estul Franței. În 1 ianuarie 2022 avea o populație de 2.869 de locuitori.